# Softball-Bundesliga 2024
Die deutsche Softball-Bundesliga 2024 ist die 26. Spielzeit der Softball-Bundesliga. Die reguläre Spielzeit begann am 14. April. Als Titelverteidiger gehen die Wesseling Vermins in die Saison. Durch den Aufstieg der SCC Berlin Challengers in die Nordstaffel erhöht sich die Anzahl der Mannschaften auf 13.

## Reguläre Saison
Die reguläre Saison wird als Rundenturnier ausgetragen, wobei zwei Runden gespielt werden. An jedem Spieltag werden zwei Spiele als Doubleheader ausgetragen. Somit haben die Mannschaften in der Nordstaffel 24, die in der Südstaffel 20 Saisonspiele.

## Teilnehmer
Folgende 13 Teams nehmen, getrennt in die beiden Divisionen Nord und Süd, an der Saison 2024 teil. Sortiert sind die Clubs nach ihrer Vorjahresplatzierung in der regulären Saison.
| Division Nord | Division Nord          | Division Süd | Division Süd           |
| ------------- | ---------------------- | ------------ | ---------------------- |
|               | Bonn Capitals          |              | Guggenberger Legionäre |
|               | Wesseling Vermins      |              | Freising Grizzlies     |
|               | Hamburg Knights        |              | Stuttgart Reds         |
|               | Neunkirchen Nightmares |              | Tübingen Hawks         |
|               | Cologne Cardinals      |              | Karlsruhe Cougars      |
|               | Ratingen Goose Necks   |              | Mannheim Tornados      |
|               | SCC Berlin Challengers |              |                        |

## Reguläre Saison

### 1. Bundesliga Nord
| Pl | Team | Team                   | W  | L  | Pct  | GB |
| -- | ---- | ---------------------- | -- | -- | ---- | -- |
| 1  |      | Bonn Capitals          | 23 | 1  | .958 | 0  |
| 2  |      | Wesseling Vermins      | 21 | 3  | .875 | 2  |
| 3  |      | Neunkirchen Nightmares | 12 | 12 | .500 | 11 |
| 4  |      | Hamburg Knights        | 9  | 15 | .375 | 14 |
| 5  |      | Cologne Cardinals      | 8  | 16 | .333 | 15 |
| 6  |      | SCC Berlin Challengers | 6  | 18 | .250 | 17 |
| 7  |      | Ratingen Goose Necks   | 5  | 19 | .208 | 18 |

### 1. Bundesliga Süd
| Pl | Team | Team                   | W  | L  | Pct  | GB |
| -- | ---- | ---------------------- | -- | -- | ---- | -- |
| 1  |      | Freising Grizzlies     | 15 | 5  | .750 | 0  |
| 2  |      | Stuttgart Reds         | 14 | 6  | .700 | 1  |
| 3  |      | Mannheim Tornados      | 13 | 7  | .650 | 2  |
| 4  |      | Guggenberger Legionäre | 11 | 9  | .550 | 4  |
| 5  |      | Tübingen Hawks         | 4  | 16 | .200 | 11 |
| 6  |      | Karlsruhe Cougars      | 3  | 17 | .150 | 12 |

 Stand: 1. September 2024 